# Duljina
Duljina (oznaka l) je osnovna fizikalna veličina kojom se opisuje prostorna udaljenost dviju točaka. Mjerna je jedinica duljine metar (m). Mnoge posebne duljine imaju i posebne nazive: debljina, dubina, polumjer, pomak, prijeđeni put, promjer, širina, udaljenost, valna duljina, visina, žarišna daljina. Kod mjerenja dimenzija tijela naziv duljina se koristi samo za jednu dimenziju prostora, dok se za ostale dvije koriste nazivi širina i visina. Širina se obično označava s b, a visina s h, a mjerna jedinica je također metar (m).

## Posebne duljine
Mnoge posebne duljine imaju i posebne nazive.

### Dubina
Dubina je mjera okomite ili vertikalne udaljenosti ispod vodoravne ili horizontalne ravnine. Visina je sličan pojam, ali iznad vodoravne ravnine. Mjeri se po okomitoj osi od početne do željene točke. Dubina ima mnogo značenja. U tehnologiji, postoji dubina rupe u odnosu na vodoravnu površinu. U geologiji, mjeri se dubina jame u odnosu na Zemljinu površinu. Dubina mora određuje mjeru okomite udaljenosti od površine mora do morskoga dna. Može se mjeriti i dubina posude ili šupljih elemenata (na primjer šalice, bazena, bačve, bunara i drugo). Na ljudskom tijelu, postoji na primjer pojam dubine rane (površinska ili duboka rana).

### Polumjer
Polumjer ili radijus (oznaka r ili R) je udaljenost središta kružnice ili kugle od bilo koje točke na periferiji. Polumjer je polovica promjera. Polumjer zakrivljenosti ravninske krivulje je recipročna vrijednost zakrivljenosti krivulje u zadanoj točki.

### Promjer
Promjer ili dijametar (oznaka d ili D) je duljina tetive i tetiva krivulje ili plohe koja prolazi njezinim središtem simetrije. Svi su promjeri kružnice i kugline plohe jednaki. Polovica je promjera polumjer. Promjeri elipse među sobom su nejednaki; najveći među njima naziva se velika os elipse, a najmanji mala os. Hiperbola također ima nejednake promjere. Najmanji promjer naziva se realna os; najvećega promjera hiperbola nema (bio bi beskonačno velik).

### Prijeđeni put
Prijeđeni put (oznaka s) je fizikalna veličina jednaka duljini putanje između početnoga i konačnoga položaja materijalne točke, to jest integral po vremenu iznosa obodne brzine materijalne točke od početnoga do konačnoga trenutka gibanja: 
{\displaystyle s=\int _{{t}_{1}}^{{t}_{2}}v\,\mathrm {d} t}
Mjerna je jedinica prijeđenoga puta metar (m).

### Slobodni put
Slobodni put je udaljenost koju pojedina čestica u sustavu čestica (na primjer u plinu) prevali između dvaju uzastopnih sudara (sraz) s okolnim česticama. Srednji slobodni put prosječna je udaljenost između dvaju sudara; u osnovi odgovara omjeru svih putova koje čestice sustava prevale u određenom vremenu i broja sudara u tom istom vremenu.

### Valna duljina
Valna duljina je udaljenost nakon koje se oblik vala ponavlja. Obično se označava grčkim slovom lambda (λ). Jedan puni val ujedno predstavlja i jedan titraj, a broj valova koji u sekundi prođu nekim mjestom se naziva frekvencijom tog vala. Valna duljina λ je obrnuto proporcionalna frekvenciji f, a izračunava se dijeljenjem brzine kojom se val rasprostire u prostoru ili sredstvu kojim se širi v s frekvencijom tog vala f:
{\displaystyle \lambda ={\frac {v}{f}}}
Valna duljina λ iskazuje se u metrima (m), brzina zvučnog vala v u metrima u sekundi (m)/(s), a frekvencija f u hercima (Hz). Elektromagnetski valovi (na primjer svjetlost) se opisuju s pomoću valne duljine λ, udaljenosti između dvaju brjegova ili dolova sinusoidalnoga vala; perioda vala T, vremena koje protekne dok se val pomakne za jednu valnu duljinu; valnoga broja k, veličine recipročne valnoj duljini, i frekvencije ν, veličine recipročne periodu.

### Visina
Visina  je mjera vertikalne udaljenosti. Mjeri se po vertikalnoj osi od početne do željene točke. U svakodnevnom govoru, visina ima dva značenja. Prvo je koliko je netko ili nešto visoko (na primjer zgrada je visoka 50 metara), a drugo je koliko nešto iznad nečega (na primjer zrakoplov leti na visini 10 000 metara iznad zemlje). Visina mjerena iznad razine more, zove se nadmorska visina. Kod opisivanja zemljopisnih objekata, kao što su planine, na topografskoj karti, varijacije u visini su označene izohipsama, a vrhovi planina s točkom uz koje je oznaka visine u metrima. Altituda je visina nekog mjesta iznad zadane razine (razine mora, Zemljine površine). 

### Daljina
Daljina, u astronomiji, geodeziji i pomorstvu, je razmak između motritelja i tijela (objekta) promatranja na Zemljinoj površini. Daljina motrenja je daljina na kojoj se tijelo (ovisno o visini i zakrivljenosti Zemlje) može promatrati. Daljina obzora je polumjer obzora ovisan o nadmorskoj visini promatrača i depresiji. Prije izuma radija, udaljenost do prirodnog obzora ili daljina obzora je ujedno predstavljala maksimalni komunikacijski domet. Udaljenost prirodnog obzora na oceanu iznosi približno {\displaystyle {\sqrt {13h}}} km, gdje h predstavlja visinu očiju promatrača u metrima.
Primjer:
1. Za promatrača čije su oči na visini 1,70 m, obzor je udaljen 4,7 km;
2. Za promatrača čije su oči na visini 100 m, obzor je udaljen 36 km.

Ova se dva promatrača međusobno mogu vidjeti s udaljenosti od 40,7 km (4,7 km + 36 km). Naravno, ovaj račun ne uzima u obzir prozirnost atmosfere.

### Žarišna duljina
Žarišna duljina f u optici je udaljenost od žarišta F do glavne točke optičkog sustava koja se nalazi na osi plohe u kojoj se sijeku paralelne zrake prije loma i konvergentne ili divergentne zrake nakon loma. Za tanku leću u zraku glavna točka optičkog sustava smještena je približno u sredini leće, a za udubljeno ili ispupčeno zrcalo ova se točka nalazi na njegovom tjemenu. Udaljenost do žarišta određuje se u smjeru zraka nakon loma ili refleksije pa je za sabirnu leću i udubljeno zrcalo pozitivna, dok je za rastresnu leću i ispupčeno zrcalo negativna.

## Duljina u matematici
U matematici, duljina je vrijednost dužine odsječka na pravcu ili na krivulji izražena brojem mjernih jedinica sadržanih u njoj. Duljina luka krivulje je duljina spojnice krajnjih točaka one dužine na koju se može izravnati taj luk.

### Dužina
Dužina, u geometriji, je dio pravca omeđen dvjema točkama uključujući i njih, odnosno ravnocrtna spojnica dviju točaka.
Duljina dužine je najkraća udaljenost između rubnih točaka dužine; simetrala dužine je pravac koji raspolovljuje dužinu i na nju je okomit.
Usmjerena dužina je dužina kojoj je naznačeno koja je od njezinih rubnih točaka početna, a koja završna (vektor).

### Visina
U matematici, visina je treća dimenzija uz dužinu i širinu. U geometriji, visina je mjera vertikalne protežnosti geometrijskoga lika ili tijela, udaljenost između vrha geometrijske tvorevine i osnovice ili njezina produžetka.

### Širina
Širina je veličina kojom se određuje udaljenost između dvije točke u prostoru sa strane od duljine. Uobičajeni znak za širinu je b, a mjerna jedinica je metar. Kod mjerenja dimenzija tijela naziv širina koristi se za drugu dimenziju, a prva je duljina. Širina i duljina čine ravninu.

### Udaljenost
Udaljenost (oznaka d) je duljina između dviju točaka na pravcu. U pravokutnom Kartezijevu koordinatnom sustavu udaljenost između točaka (x1, y1, z1) i (x2, y2, z2) je:
{\displaystyle d={\sqrt {(x_{2}-x_{1})^{2}+(y_{2}-y_{1})^{2}+(z_{2}-z_{1})^{2}}}}
Udaljenost između dviju paralelnih ravnina jednaka je udaljenosti dviju točaka tih ravnina koje leže na istom pravcu okomitom na ravnine. Udaljenost točke od pravca udaljenost je te točke od njene ortogonalne projekcije na taj pravac. Udaljenost točke od ravnine udaljenost je te točke od njene ortogonalne projekcije na tu ravninu. Udaljenost točke od krivulje ili zakrivljene plohe najmanja je udaljenost te točke od pojedinih točaka te krivulje ili plohe.